# Shannonomyia (Shannonomyia) brevinervis
Shannonomyia (Shannonomyia) brevinervis is een tweevleugelige uit de familie steltmuggen (Limoniidae). De soort komt voor in het Neotropisch gebied.